# Disaules
Disaules, na mitologia grega de Fliunte, foi quem estabeleceu os mistérios de Elêusis em Celeae.
Os mistérios em honra a Deméter eram celebrados em Celeae, distante cinco estádios de Fliunte, periodicamente, a cada quarto ano. A celebração era copiada da celebração em Elêusis, como admitiam, na época de Pausânias, os habitantes de Fliunte.
Pela versão dos habitantes de Fliunte, Disaules era irmão de Celeu, veio para a região e estabeleceu os mistérios após ter sido expulso de Elêusis por Ion, filho de Xuto, que foi escolhido como comandante na guerra contra os eleusinos. Pausânias não aceita esta versão, porque os eleusinos não foram derrotados na batalha, que terminou em um tratado de paz, com Eumolpo continuando em Elêusis.
Pausânias propõe outra hipótese, admitindo que Disaules teria ido a Fliunte por outros motivos. O geógrafo supõe que Disaules não era parente de Celeu, nem seria uma possa importante em Elêusis; a evidência é que Homero não cita Disaules quando fala dos personagens a quem a deusa ensinou os mistérios (Triptólemo, Diocles, Eumolpo e Celeu).
Disaules chegou a Fliunte e lá estabeleu os mistérios, e foi ele que deu o nome a Celeae, onde se encontrava seu túmulo. Disaules imigrou para Fliunte depois do reinado de Aras, que foi um contemporâneo de Prometeu, filho de Jápeto, e viveu três gerações antes de Pelasgo, filho de Arcas e dos que os atenienses chamavam de aborígenes.
Na versão da lenda de Triptólemo atribuída a Orfeu, Eubuleu e Triptólemo eram filhos de Disaules e, por este ter informado Deméter sobre o destino da sua filha, eles receberam da deusa as sementes.